# 化野燐
化野 燐（あだしの りん、1964年(昭和39年) - ）は、日本の妖怪研究家、評論家、小説家。東アジア恠異学会会員。岡山県出身。

## 来歴
1999年、季刊『幻想文学』56号に投稿した評論「くだんの故郷」が掲載される。以降、妖怪研究家として、水木しげる創案の季刊妖怪マガジン『怪』へ評論を寄せたり、木原浩勝らとトークショーを行っていた。
2005年、講談社より小説家としてもデビュー。

## 作品

### 評論
- アトリエOCTA刊行『幻想文学』掲載（終刊）
  - くだんの故郷 （第56号） 1999年 ISBN 4-900757-56-X
  - 妖怪 （第66号） 2003年 ISBN 4-900757-66-7
- 妖怪百家争鳴シリーズ（角川書店刊行季刊妖怪マガジン『怪』掲載）
  - 白澤計画とは何か? (vol.0011) 2001年 ISBN 4-04-883682-X
  - 妖怪の分類・試論1 指金と大入道 (vol.0012) 2001年 ISBN 4-04-883720-6
  - 妖怪の分類・試論2 オニビと人魂 (vol.0013) 2002年 ISBN 4-04-883769-9
  - 妖怪の分類・試論3 産女と濡れ女子 (vol.0014) 2003年 ISBN 4-04-883812-1
  - 妖怪の分類・試論4 船幽霊と海坊主 (vol.0015) 2003年 ISBN 4-04-883842-3
  - 妖怪の分類・試論番外 大首と面女 (vol.0016) 2004年 ISBN 4-04-883881-4
  - 妖怪の分類・試論5 河童と座敷童子 (vol.0017) 2004年 ISBN 4-04-883903-9
  - 妖怪の分類・試論6 油すましとスネコスリ (vol.0018) 2005年 ISBN 4-04-883912-8

### 小説

#### 人工憑霊蠱猫シリーズ
講談社ノベルス版はtoi8のイラスト、京極夏彦のカバー・デザインだったが、講談社文庫版はイラストが省かれている。
- 蠱猫（こねこ） 2005年3月 ISBN 4-06-182421-X
- 白澤（はくたく） 2005年5月 ISBN 4-06-182428-7
- 渾沌王（こんとんおう） 2005年7月 ISBN 4-06-182439-2
- 件獣（くだんじゅう） 2006年3月 ISBN 4-06-182474-0
- 呪物館（じゅぶつかん） 2006年7月 ISBN 4-06-182491-0
- 妄邪船（もうじゃふね） 2007年4月 ISBN 4-06-182519-4
- 人外鏡（じんがいきょう） 2008年3月 ISBN 978-4-06-182586-4
- 迷異家（まよいが）2009年12月 ISBN 978-4-06-182689-2

#### 考古探偵一法師全シリーズ
角川文庫版はワカマツカオリのイラスト。
- 葬神記 考古探偵一法師全の慧眼（2011年3月 ISBN 978-4-04-394392-0）
- 鬼神曲 考古探偵一法師全の不在（2011年5月 ISBN 978-4-04-394422-4）
- 偽神譜 考古探偵一法師全の追跡（2011年9月 ISBN 978-4-04-394452-1）
- 火神録 考古探偵一法師全の記憶（2012年2月 ISBN 978-4-04-100064-9）

### 対談集
- 刊行予定
  - 妖怪馬鹿2 （京極夏彦・多田克己・村上健司 共著） 新潮OH!文庫